# Campionati mondiali di judo 2017
I Campionati mondiali di judo 2017 si sono svolti a Budapest, in Ungheria, dal 28 agosto al 3 settembre 2017. Sono stati disputati alla Budapest Sports Arena.

## Medagliere
| Posizione | Paese         | Oro | Argento | Bronzo | Totale |
| --------- | ------------- | --- | ------- | ------ | ------ |
| 1         | Giappone      | 8   | 4       | 1      | 13     |
| 2         | Francia       | 2   | 0       | 2      | 4      |
| 3         | Brasile       | 1   | 2       | 2      | 5      |
| 4         | Mongolia      | 1   | 1       | 4      | 6      |
| 5         | Cina          | 1   | 0       | 0      | 1      |
| 5         | Germania      | 1   | 0       | 0      | 1      |
| 5         | Serbia        | 1   | 0       | 0      | 1      |
| 8         | Azerbaigian   | 0   | 2       | 2      | 4      |
| 9         | Slovenia      | 0   | 2       | 0      | 2      |
| 10        | Russia        | 0   | 1       | 3      | 4      |
| 11        | Georgia       | 0   | 1       | 2      | 3      |
| 12        | Italia        | 0   | 1       | 0      | 1      |
| 12        | Porto Rico    | 0   | 1       | 0      | 1      |
| 14        | Corea del Sud | 0   | 0       | 4      | 4      |
| 15        | Gran Bretagna | 0   | 0       | 2      | 2      |
| 16        | Colombia      | 0   | 0       | 1      | 1      |
| 16        | Cuba          | 0   | 0       | 1      | 1      |
| 16        | Iran          | 0   | 0       | 1      | 1      |
| 16        | Israele       | 0   | 0       | 1      | 1      |
| 16        | Kazakistan    | 0   | 0       | 1      | 1      |
| 16        | Polonia       | 0   | 0       | 1      | 1      |
| 16        | Spagna        | 0   | 0       | 1      | 1      |
| 16        | Uzbekistan    | 0   | 0       | 1      | 1      |
| Totale    | Totale        | 15  | 15      | 30     | 60     |

## Risultati

### Uomini
| Evento        | Oro                  | Argento               | Bronzo                                |
| fino a 60 kg  | Naohisa Takato       | Orkhan Safarov        | Ganbatyn Boldbaatar Diyorbek Urozboev |
| fino a 66 kg  | Hifumi Abe           | Mikhail Pulyaev       | Vazha Margvelashvili Tal Flicker      |
| fino a 73 kg  | Soichi Hashimoto     | Rüstəm Orucov         | Chagrim An Ganbaataryn Odbayar        |
| fino a 81 kg  | Alexander Wieczerzak | Matteo Marconcini     | Saeid Mollaei Khasan Khalmurzaev      |
| fino a 90 kg  | Nemanja Majdov       | Mihael Zgank          | DongHan Gwak Ushangi Margiani         |
| fino a 100 kg | Aaron Wolf           | Varlam Lip'art'eliani | Kirill Denisov Michael Korrel         |
| oltre 100 kg  | Teddy Riner          | David Moura           | Tuvshinbayar Naidan Rafael Silva      |

### Donne
| Evento       | Oro                 | Argento                | Bronzo                                  |
| fino a 48 kg | Funa Tonaki         | Mönkhbatyn Urantsetseg | Ami Kondo Galbadrakhyn Otgontsetseg     |
| fino a 52 kg | Ai Shishime         | Natsumi Tsunoda        | Natal'ja Kuzjutina Érika Miranda        |
| fino a 57 kg | Sumiya Dorjsuren    | Tsukasa Yoshida        | Helene Receveaux Nekoda Smythe-Davis    |
| fino a 63 kg | Clarisse Agbegnenou | Tina Trstenjak         | Agata Ozdoba-Błach Mungunchimeg Baldorj |
| fino a 70 kg | Chizuru Arai        | María Pérez            | Yuri Alvear Maria Bernabeu              |
| fino a 78 kg | Mayra Aguiar        | Mami Umeki             | Kaliema Antomarchi Natalie Powell       |
| oltre 78 kg  | Song Yu             | Sarah Asahina          | Iryna Kindzerska MinJeong Kim           |

### Squadre (miste uomini/donne)
| Oro | Argento | Bronzo |
| Giappone Chizuru Arai Sarah Asahina Hisayoshi Harasawa Soichi Hashimoto Kenta Nagasawa Takanori Nagase Riki Nakaya Takeshi Ojitani Saki Niizoe Akira Sone Nae Udaka Tsukasa Yoshida | Brasile Maria Suelen Altheman Eduardo Barbosa Eduardo Bettoni Marcelo Contini Érika Miranda David Moura Victor Penalber Maria Portela Ketleyn Quadros Rafael Silva Rafaela Silva Beatriz Souza | Francia Clarisse Agbegnenou Émilie Andéol Benjamin Axus Axel Clerget Romane Dicko Pierre Duprat Marie-Eve Gahié Priscilla Gneto Cyrille Maret Loïc Pietri Hélène Receveaux Teddy Riner Corea del Sud An Ba-ul An Chang-rim Gwak Dong-han Jeong Hye-jin Ji Yun-seo Kim Min-jeong Kim Sung-min Kim Seong-yeon Kwon You-jeong Lee Jae-yong Park Yu-jin Won Jong-hoon |